# Bathysaurus mollis
Bathysaurus mollis är en fiskart som beskrevs av Günther, 1878. Bathysaurus mollis ingår i släktet Bathysaurus och familjen Bathysauridae. Inga underarter finns listade.

## Bildgalleri

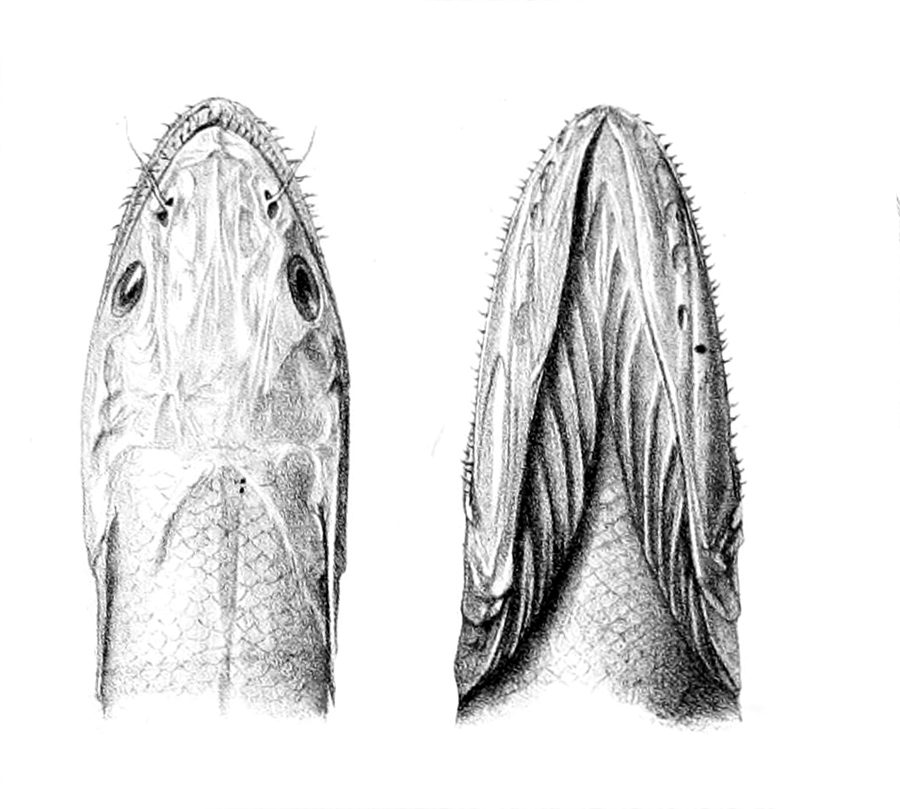
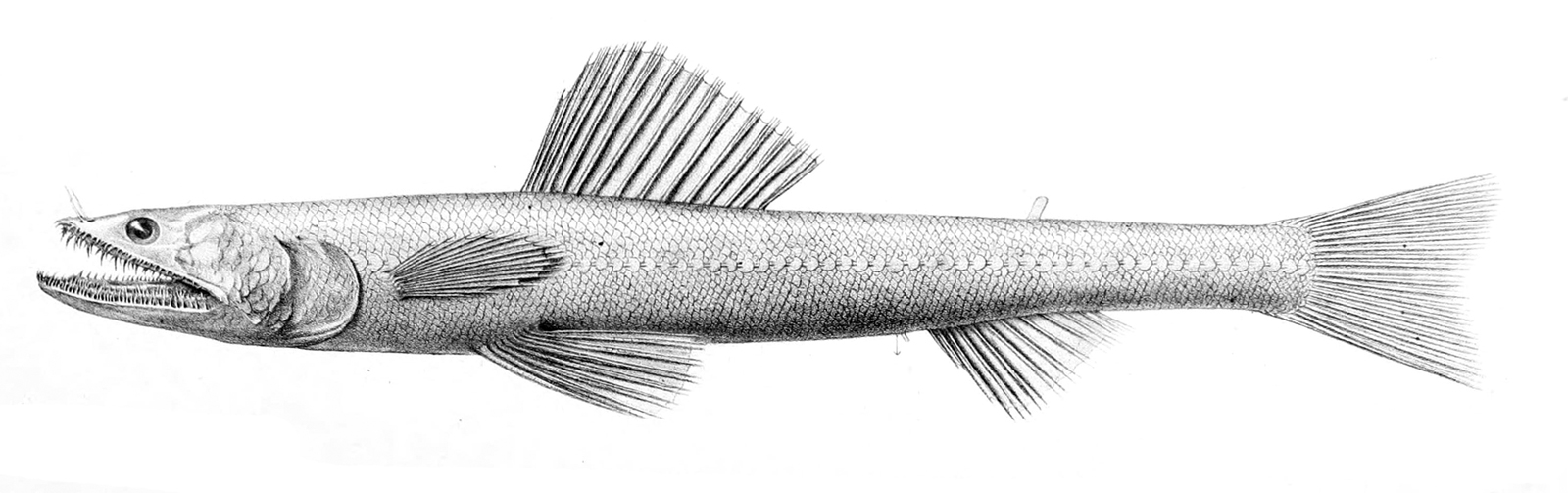
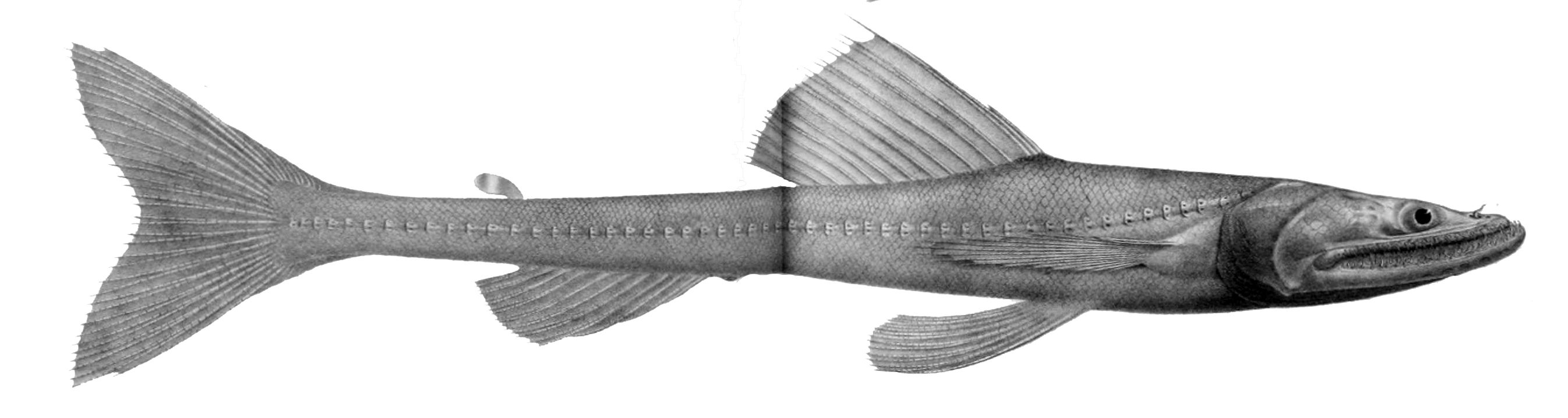
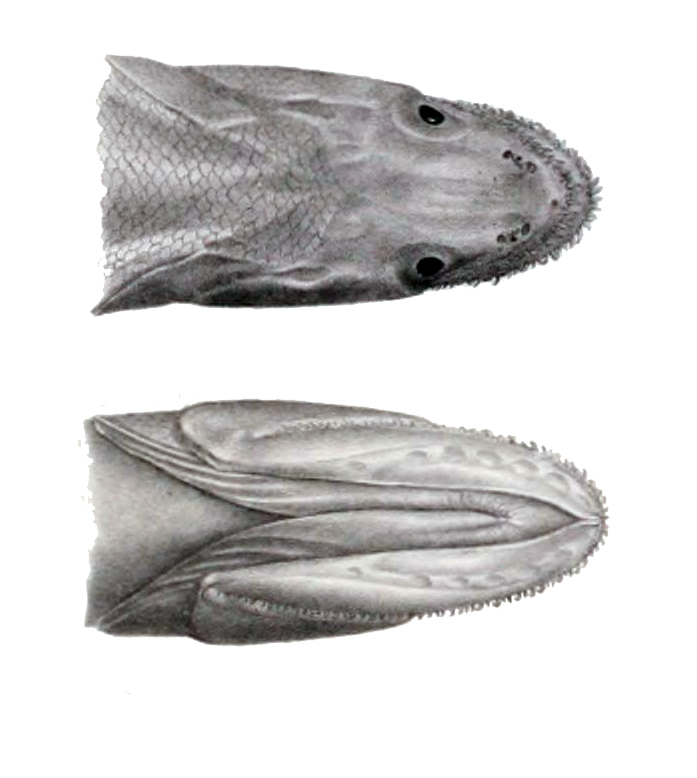
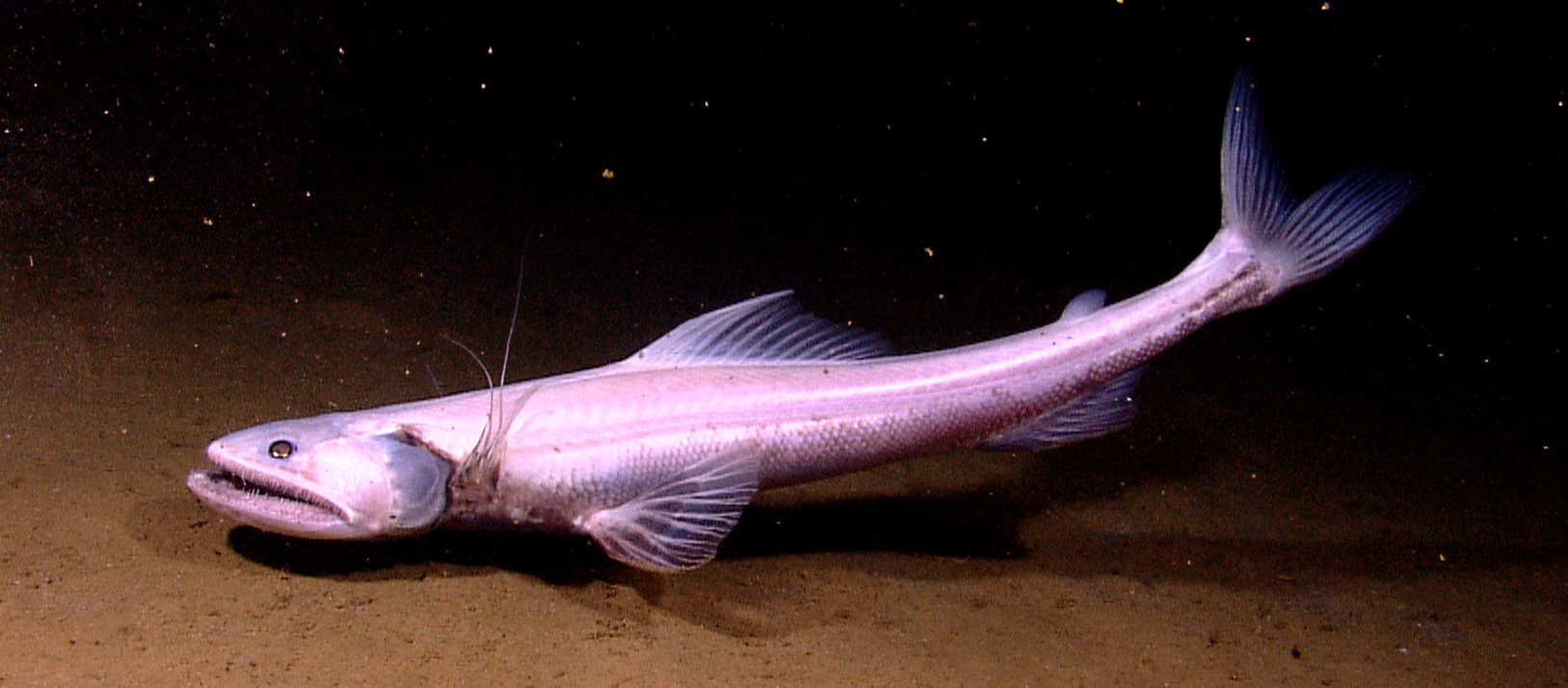